# Hoplopleura ochotonae
Hoplopleura ochotonae är en insektsart som beskrevs av Ferris 1922. Hoplopleura ochotonae ingår i släktet Hoplopleura och familjen gnagarlöss. Inga underarter finns listade i Catalogue of Life.